# Saugnac-et-Muret
Saugnac-et-Muret  (bis 30. Dezember 2021 Saugnacq-et-Muret) ist eine französische Gemeinde mit 1.298 Einwohnern (Stand: 1. Januar 2022) im Département Landes in der Region Nouvelle-Aquitaine. Sie gehört zum Arrondissement Mont-de-Marsan und zum Kanton Grands Lacs.

## Geografie
Die Gemeinde Saugnac-et-Muret liegt etwa 80 Kilometer nordnordöstlich von Dax am Fluss Eyre in den weitläufigen Landes de Gascogne, dem größten Waldgebiet Westeuropas, etwa 70 Kilometer südlich von Bordeaux an der Grenze zum Département Gironde. Umgeben wird Saugnac-et-Muret von den Nachbargemeinden Belin-Béliet im Norden, Moustey im Osten, Pissos im Südosten und Süden, Liposthey im Süden, Ychoux im Westen sowie Lugos im Nordwesten. Durch die Gemeinde führen die Autoroute A 63 und die Via Turonensis, eine Variante des Jakobswegs.

## Bevölkerungsentwicklung
| Jahr                       | 1962 | 1968 | 1975 | 1982 | 1990 | 1999 | 2006 | 2012 | 2021 |
| -------------------------- | ---- | ---- | ---- | ---- | ---- | ---- | ---- | ---- | ---- |
| Einwohner                  | 718  | 676  | 655  | 550  | 630  | 712  | 835  | 916  | 1214 |
| Quellen: Cassini und INSEE |      |      |      |      |      |      |      |      |      |

## Sehenswürdigkeiten
- Kirche Notre-Dame in Saugnac
- Kirche Saint-Roch in Le Muret aus dem 12. Jahrhundert, seit 1975 Monument historique
- Brunnen Saint-Eutrope

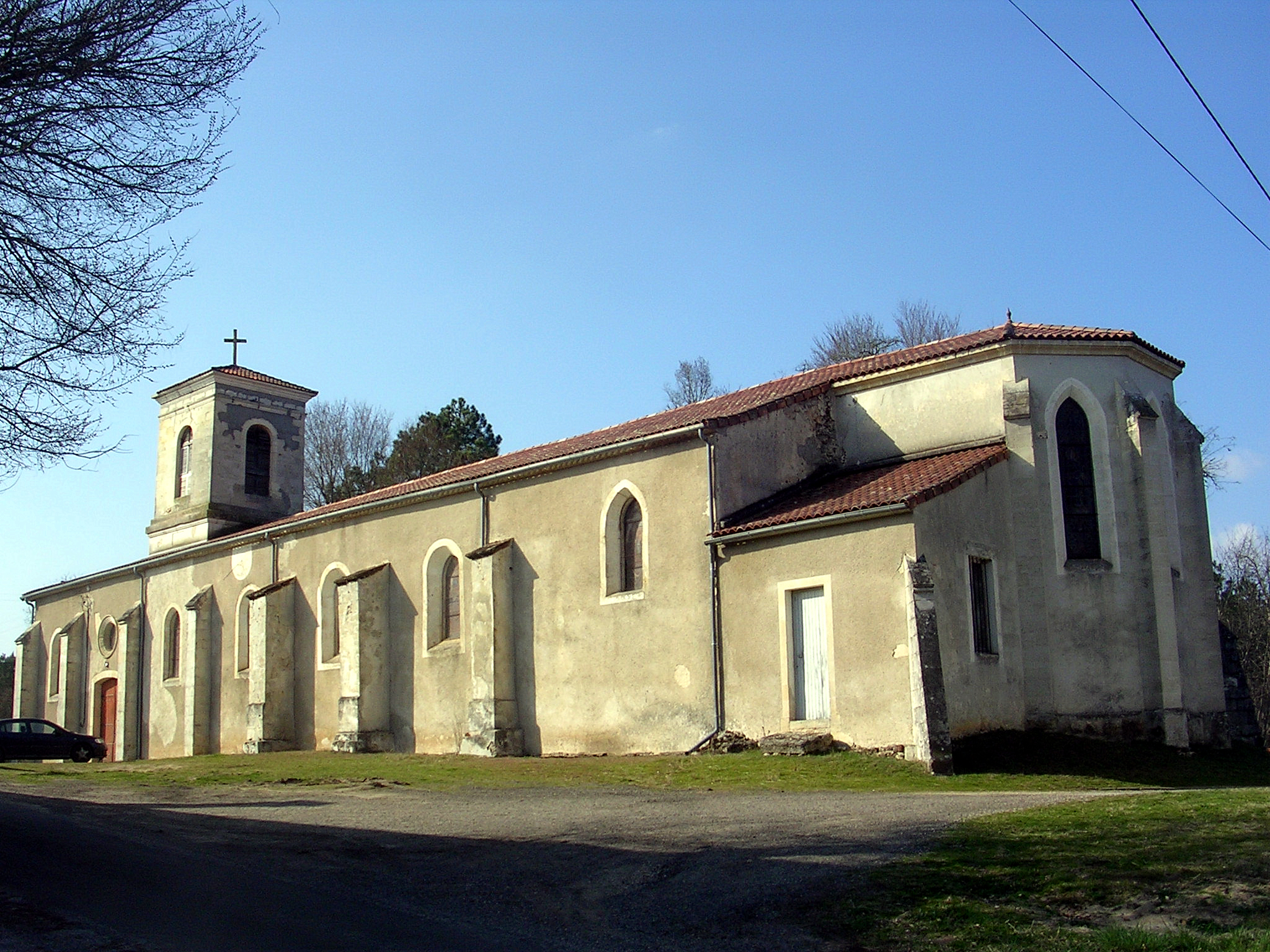
Kirche Notre-Dame
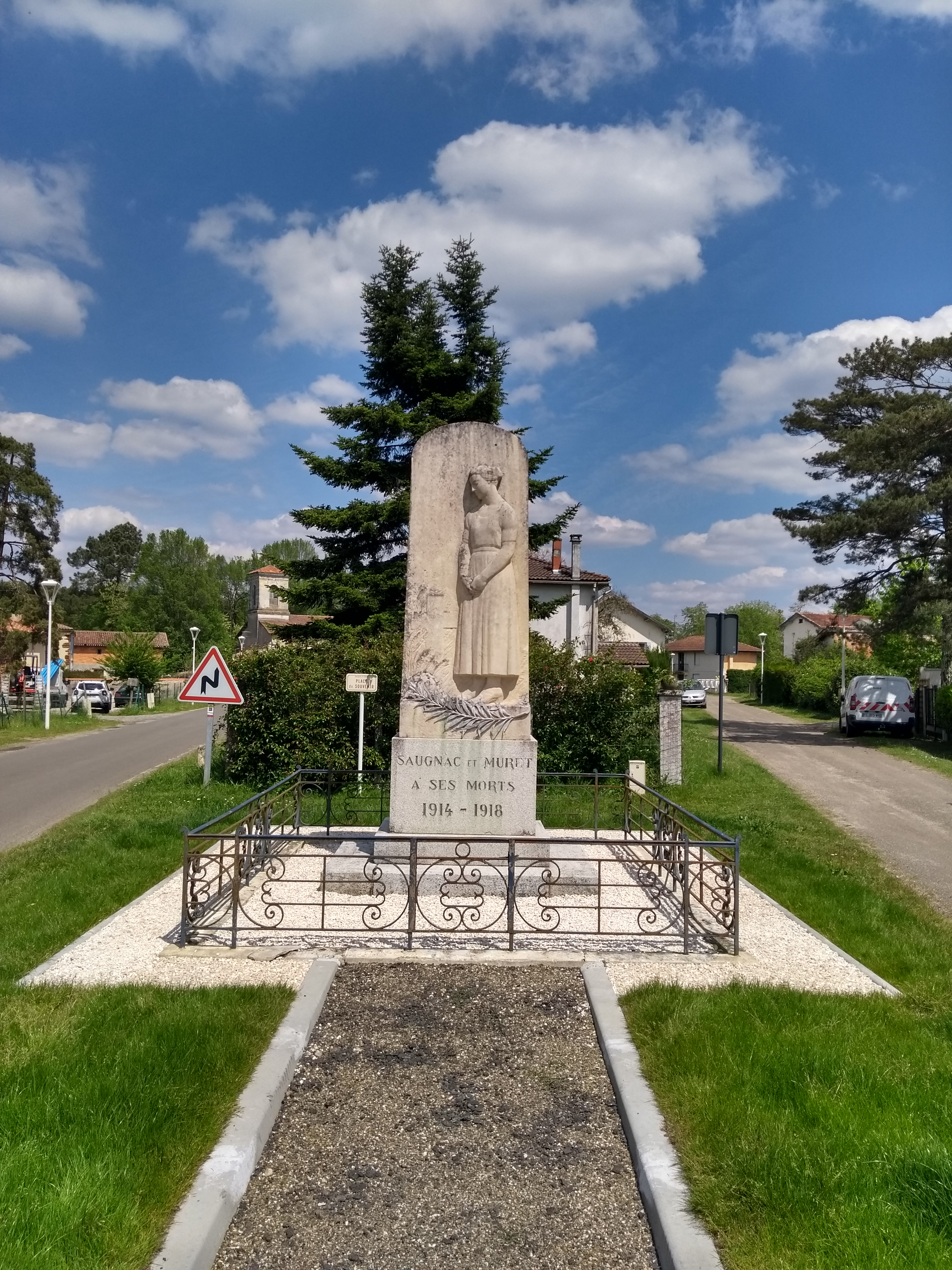
Gefallenendenkmal

## Nachweise
1. ↑  Décret no 2021-1921 du 30 décembre 2021 portant changement du nom de communes , www.legifrance.gouv.fr, abgerufen am 20. Januar 2022